# Општина Амеалко де Бонфил (Керетаро)
Амеалко де Бонфил (шп. Amealco de Bonfil) општина је у Мексику у савезној држави Керетаро. Општина се налази на надморској висини од 2629 м.

## Становништво
Према подацима из 2010. у општини је живело 62197 становника.

### Хронологија
| Година       | 2000                  | 2005                  | 2010                  |
| ------------ | --------------------- | --------------------- | --------------------- |
| Становништво | 54591 (26307 / 28284) | 56457 (27022 / 29435) | 62197 (29842 / 32355) |

### Попис
| \| \| м \| \| \| ж \| \| 0—2 \| 2.152 \| \| \| 1.996 \| \| 3—5 \| 2.213 \| \| \| 2.196 \| \| 6—11 \| 4.741 \| \| \| 4.719 \| \| 12—14 \| 2.330 \| \| \| 2.333 \| \| 15—17 \| 2.253 \| \| \| 2.381 \| \| 18—24 \| 3.593 \| \| \| 4.243 \| \| 60+ \| 2.414 \| \| \| 3.012 \| \| Просек : \| 25,6 \| \| \| 26,9 \| |       |  |  |       |
| |       |  |  |       |
| | м     |  |  | ж     |
| 0—2 | 2.152 |  |  | 1.996 |
| 3—5 | 2.213 |  |  | 2.196 |
| 6—11 | 4.741 |  |  | 4.719 |
| 12—14 | 2.330 |  |  | 2.333 |
| 15—17 | 2.253 |  |  | 2.381 |
| 18—24 | 3.593 |  |  | 4.243 |
| 60+ | 2.414 |  |  | 3.012 |
| Просек : | 25,6  |  |  | 26,9  |

| #   | Индикатор                                                                                        | Вредност |
| --- | ------------------------------------------------------------------------------------------------ | -------- |
| 1   | Становништво од 0 до 2 године                                                                    | 4148     |
| 2   | Мушко становништво од 0 до 2 године                                                              | 2152     |
| 3   | Женско становништво од 0 до 2 године                                                             | 1996     |
| 4   | Становништво са 3 и више година                                                                  | 58015    |
| 5   | Мушко становништво са 3 и више година                                                            | 27673    |
| 6   | Женско становништво са 3 и више година                                                           | 30342    |
| 7   | Становништво са 5 и више година                                                                  | 55083    |
| 8   | Мушко становништво са 5 и више година                                                            | 26211    |
| 9   | Женско становништво са 5 и више година                                                           | 28872    |
| 10  | Становништво са 12 и више година                                                                 | 44146    |
| 11  | Мушко становништво са 12 и више година                                                           | 20719    |
| 12  | Женско становништво са 12 и више година                                                          | 23427    |
| 13  | Становништво са 15 и више година                                                                 | 39483    |
| 14  | Мушко становништво са 15 и више година                                                           | 18389    |
| 15  | Женско становништво са 15 и више година                                                          | 21094    |
| 16  | Становништво са 18 и више година                                                                 | 34849    |
| 17  | Мушко становништво са 18 и више година                                                           | 16136    |
| 18  | Женско становништво са 18 и више година                                                          | 18713    |
| 19  | Становништво од 3 до 5 година                                                                    | 4409     |
| 20  | Мушко становништво од 3 до 5 година                                                              | 2213     |
| 21  | Женско становништво од 3 до 5 година                                                             | 2196     |
| 22  | Становништво од 6 до 11 година                                                                   | 9460     |
| 23  | Мушко становништво од 6 до 11 година                                                             | 4741     |
| 24  | Женско становништво од 6 до 11 година                                                            | 4719     |
| 25  | Становништво од 8 до 14 година                                                                   | 11068    |
| 26  | Мушко становништво од 8 до 14 година                                                             | 5524     |
| 27  | Женско становништво од 8 до 14 година                                                            | 5544     |
| 28  | Становништво од 12 до 14 година                                                                  | 4663     |
| 29  | Мушко становништво од 12 до 14 година                                                            | 2330     |
| 30  | Женско становништво од 12 до 14 година                                                           | 2333     |
| 31  | Становништво од 15 до 17 година                                                                  | 4634     |
| 32  | Мушко становништво од 15 до 17 година                                                            | 2253     |
| 33  | Женско становништво од 15 до 17 година                                                           | 2381     |
| 34  | Становништво од 18 до 24 године                                                                  | 7836     |
| 35  | Мушко становништво од 18 до 24 године                                                            | 3593     |
| 36  | Женско становништво од 18 до 24 године                                                           | 4243     |
| 37  | Женско становништво од 15 до 49 година                                                           | 16116    |
| 38  | Становништво са 60 и више година                                                                 | 5426     |
| 39  | Мушко становништво са 60 и више година                                                           | 2414     |
| 40  | Женско становништво са 60 и више година                                                          | 3012     |
| 41  | Однос између мушкараца и жена                                                                    | 92.23    |
| 42  | Становништво од нуле до 14 година                                                                | 22680    |
| 43  | Становништво од 15 до 64 године                                                                  | 35395    |
| 44  | Становништво од 65 година и више                                                                 | 4088     |
| 45  | Просечан број деце                                                                               | 3.01     |
| 46  | Становништво рођено у ентитету                                                                   | 57204    |
| 47  | Мушко становништво рођено у ентитету                                                             | 27645    |
| 48  | Женско становништво рођено у ентитету                                                            | 29559    |
| 49  | Становништво рођено у другом ентитету                                                            | 4493     |
| 50  | Мушко становништво рођено у другом ентитету                                                      | 1947     |
| 51  | Женско становништво рођено у другом ентитету                                                     | 2546     |
| 52  | Становништво од 5 година и више резидентно у ентитету у јуну 2005. године                        | 52987    |
| 53  | Мушко становништво старосног доба од 5 година и више, резидентно у ентитету у јуну 2005. године  | 24957    |
| 54  | Женско становништво старосног доба од 5 и више година, резидентно у ентитету у јуну 2005. године | 28030    |
| 55  | Становништво од 5 година и више које је живело у другом ентитету у јуну 2005. године             | 923      |
| 56  | Мушко становништво старије од 5 година које је живело у другом ентитету у јуну 2005. године      | 412      |
| 57  | Женско становништво старије од 5 година које је живело у другом ентитету у јуну 2005. године     | 511      |
| 58  | Становништво од 3 године и више које говори аутохтони језик                                      | 15426    |
| 59  | Мушко становништво старо 3 године и више које говори аутохтони језик                             | 7360     |
| 60  | Женско становништво старо 3 године и више које говори аутохтони језик                            | 8066     |
| 61  | Становништво од 3 године и више које говори аутохтони језик и не говори шпански језик            | 887      |
| 62  | Мушко становништво старо 3 године и више које говори аутохтони језик и не говори шпански         | 149      |
| 63  | Женско становништво старо 3 године и више које говори аутохтони језик и не говори шпански језик  | 738      |
| 64  | Становништво старо 3 године и више које говори аутохтони језик и шпански                         | 14191    |
| 65  | Мушко становништво старо 3 године и више које говори аутохтони језик и шпански                   | 7033     |
| 66  | Женско становништво старо 3 године и више које говори аутохтони језик и шпански                  | 7158     |
| 67  | Становништво од 5 година и више које говори аутохтони језик                                      | 15028    |
| 68  | Становништво од 5 година и више које говори аутохтони језик и не говори шпански језик            | 857      |
| 69  | Становништво од 5 година и више које говори аутохтони језик и говори шпански језик               | 13838    |
| 70  | Становништво у домородачким домаћинствима                                                        | 23332    |
| 71  | Становништво са ограничењима у активностима                                                      | 2328     |
| 72  | Становништво са ограниченим ходањем или кретањем, горе или доле                                  | 1316     |
| 73  | Становници са ограничењима вида, чак и уз кориштење сочива                                       | 569      |
| 74  | Становништво са ограничењима говора, комуникације или конверзације                               | 213      |
| 75  | Становништво са ограниченим слухом                                                               | 273      |
| 76  | Становништво са ограничењима при одевању, купању или јелу                                        | 106      |
| 77  | Становништво са ограничењима у опажању или учењу једноставних ствари                             | 113      |
| 78  | Становништво са менталним ограничењима                                                           | 256      |
| 79  | Становништво без ограничења активности                                                           | 59313    |
| 80  | Становништво од 3 до 5 година које не похађа школу                                               | 2123     |
| 81  | Мушко становништво од 3 до 5 година које не похађа школу                                         | 1085     |
| 82  | Женско становништво од 3 до 5 година које не похађа школу                                        | 1038     |
| 83  | Становништво од 6 до 11 година које не похађа школу                                              | 298      |
| 84  | Мушко становништво од 6 до 11 година које не похађа школу                                        | 168      |
| 85  | Женско становништво од 6 до 11 година које не похађа школу                                       | 130      |
| 86  | Становништво од 12 до 14 година које не похађа школу                                             | 636      |
| 87  | Мушко становништво од 12 до 14 година које не похађа школу                                       | 317      |
| 88  | Женско становништво од 12 до 14 година које не похађа школу                                      | 319      |
| 89  | Становништво од 15 до 17 година похађа школу                                                     | 2294     |
| 90  | Мушко становништво од 15 до 17 година похађа школу                                               | 1047     |
| 91  | Женско становништво између 15 и 17 година живота у школи                                         | 1247     |
| 92  | Становништво од 18 до 24 године похађа школу                                                     | 908      |
| 93  | Мушко становништво од 18 до 24 године похађа школу                                               | 393      |
| 94  | Женско становништво од 18 до 24 године похађа школу                                              | 515      |
| 95  | Становништво од 8 до 14 година које не може да чита и пише                                       | 737      |
| 96  | Мушко становништво старосног доба од 8 до 14 година које не може да чита и пише                  | 413      |
| 97  | Женско становништво старосног доби од 8 до 14 година које не може да чита и пише                 | 324      |
| 98  | Становништво од 15 година и више које је неписмено                                               | 6850     |
| 99  | Мушко становништво од 15 година и више које је неписмено                                         | 2390     |
| 100 | Женско становништво од 15 година и више које је неписмено                                        | 4460     |
| 101 | Становништво старо 15 и више година без школовања                                                | 7231     |
| 102 | Мушко становништво старо 15 и више година без школовања                                          | 2692     |
| 103 | Женско становништво старо 15 и више година без школовања                                         | 4539     |
| 104 | Становништво старосног доба 15 и више година са непотпуним основним образовањем                  | 7548     |
| 105 | Мушко становништво старосног доба од 15 година и више са непотпуном основним образовањем         | 3885     |
| 106 | Женско становништво старосног доба 15 и више година са непотпуном основним образовањем           | 3663     |
| 107 | Становништво старо 15 и више година са комплетним основним образовањем                           | 8995     |
| 108 | Мушко становништво старо 15 година и више са комплетним основним образовањем                     | 4309     |
| 109 | Женско становништво старо 15 и више година са комплетним основним образовањем                    | 4686     |
| 110 | Становништво старосног доба 15 и више година са непотпуним средњим образовањем                   | 2024     |
| 111 | Мушко становништво старосног доба од 15 година и више са непотпуним средњим образовањем          | 1121     |
| 112 | Женско становништво старосног доба од 15 година и више са непотпуним средњим образовањем         | 903      |
| 113 | Становништво старо 15 и више година са пуним секундарном образовањем                             | 8595     |
| 114 | Мушко становништво старосног доба од 15 година и више са пуним секундарном образовањем           | 4199     |
| 115 | Женско становништво старосног доба од 15 година и више са пуним секундарном образовањем          | 4396     |
| 116 | Становништво старије од 18 година са постосновним образовањем                                    | 4167     |
| 117 | Мушко становништво старије од 18 година са постосновним образовањем                              | 1822     |
| 118 | Женско становништво старије од 18 година са постосновним образовањем                             | 2345     |
| 119 | Просечна оцена школовања                                                                         | 5.89     |
| 120 | Просечан ниво образовања мушке популације                                                        | 6.05     |
| 121 | Просечан ниво образовања женског становништва                                                    | 5.75     |
| 122 | Економски активно становништво                                                                   | 20467    |
| 123 | Економски активна мушка популација                                                               | 15637    |
| 124 | Економски активна женска популација                                                              | 4830     |
| 125 | Становништво које није економски активно                                                         | 23324    |
| 126 | Мушко становништво које није економски активно                                                   | 4886     |
| 127 | Женско становништво које није економски активно                                                  | 18438    |
| 128 | Запослено становништво                                                                           | 19079    |
| 129 | Запослено мушко становништво                                                                     | 14368    |
| 130 | Запослено женско становништво                                                                    | 4711     |
| 131 | Незапослена популација                                                                           | 1388     |
| 132 | Незапослена мушка популација                                                                     | 1269     |
| 133 | Незапослена женска популација                                                                    | 119      |
| 134 | Становништво без права на здравствене услуге                                                     | 15295    |
| 135 | Становништво које има право на здравствене услуге                                                | 46780    |
| 136 | Становништво које има право на ИМСС                                                              | 4341     |
| 137 | Становништво које има право на социјално осигурање                                               | 1318     |
| 138 | Становништво које има право на државно социјално осигурање                                       | 48       |
| 139 | Становништво које има право на опште осигурање или здравствено осигурање за нову генерацију      | 40557    |
| 140 | Становништво које је било једном или није било у браку током 12 година и више                    | 17213    |
| 141 | Венчано или уједињено становништво од 12 година и више                                           | 23400    |
| 142 | Становништво које је било у браку или уједињено 12 година и више                                 | 3423     |
| 143 | Становништво са католичком религијом                                                             | 57029    |
| 144 | Протестанти, еванђелисти и библијски следбеници различити од еванђелиста                         | 2957     |
| 145 | Становништво са другим религијама различитим од претходних                                       | 1        |
| 146 | Становништво без религије                                                                        | 761      |
| 147 | Укупно пописаних домаћинства                                                                     | 13824    |
| 148 | Пописна домаћинства на челу са мушкарцима                                                        | 10587    |
| 149 | Пописна домаћинства на челу са женама                                                            | 3237     |
| 150 | Становништво у пописним домаћинствима                                                            | 62169    |
| 151 | Становништво у пописним домаћинствима на челу са мушкарцима                                      | 50078    |
| 152 | Становништво у пописним домаћинствима на челу са женама                                          | 12091    |
| 153 | Укупно домаћинстава                                                                              | 18256    |
| 154 | Укупно насељених домаћинстава                                                                    | 13832    |
| 155 | Укупно приватних кућа                                                                            | 18248    |
| 156 | Насељени приватни домови                                                                         | 13824    |
| 157 | Укупно насељених приватних кућа                                                                  | 13830    |
| 158 | Ненасељене приватне куће                                                                         | 2695     |
| 159 | Појединачна домаћинства за привремену употребу                                                   | 1729     |
| 160 | Становници у насељеним приватним кућама                                                          | 62169    |
| 161 | Насељеност станара у приватним становима                                                         | 4.5      |
| 162 | Просечно становника по соби у приватним насељеним домаћинствима                                  | 1.31     |
| 163 | Појединачна домаћинства са подовима од различитих материјала од земље                            | 12632    |
| 164 | Појединачна домаћинства у приземљу                                                               | 1079     |
| 165 | Појединачна домаћинства са једном спаваћом собом                                                 | 5340     |
| 166 | Појединачна домаћинства са две спаваће собе и више                                               | 8418     |
| 167 | Појединачна домаћинства са једним собом                                                          | 737      |
| 168 | Појединачна домаћинства са две собе                                                              | 2699     |
| 169 | Појединачна домаћинства са 3 собе и више                                                         | 10304    |
| 170 | Појединачна домаћинства која имају електрично светло                                             | 12538    |
| 171 | Појединачна домаћинства која немају електрично светло                                            | 1218     |
| 172 | Појединачна домаћинства која имају водоводну воду у стамбеном простору                           | 12116    |
| 173 | Појединачна домаћинства која немају водоводну воду у стамбеном простору                          | 1636     |
| 174 | Појединачна домаћинства која имају тоалет                                                        | 8964     |
| 175 | Појединачна домаћинства која имају канализацију                                                  | 8152     |
| 176 | Појединачна домаћинства која немају канализацију                                                 | 5553     |
| 177 | Појединачна домаћинства која имају електрично светло, довод воде из јавне мреже и канализацију   | 7562     |
| 178 | Појединачна домаћинства без икаквих услова                                                       | 1402     |
| 179 | Појединачна домаћинства која имају радио                                                         | 9426     |
| 180 | Појединачна домаћинства која имају телевизор                                                     | 11256    |
| 181 | Појединачна домаћинства која имају фрижидер                                                      | 7601     |
| 182 | Појединачна домаћинства која имају машину за веш                                                 | 4161     |
| 183 | Појединачна домаћинства која имају аутомобил или комби                                           | 4884     |
| 184 | Појединачна домаћинства која имају рачунар                                                       | 975      |
| 185 | Појединачна домаћинства која имају фиксну телефонску линију                                      | 1753     |
| 186 | Појединачна домаћинства која имају мобилни телефон                                               | 4636     |
| 187 | Појединачна домаћинства која имају приступ интернету                                             | 451      |